# Дюмон, Брюно
Брюно Дюмон (фр. Bruno Dumont; род. 14 марта 1958, Байёль, департамент Нор) — французский кинорежиссёр и сценарист.
Преподавал философию. С 1986 года снимал рекламные ролики. В 1993 году дебютировал короткометражным фильмом «Париж (Париж)».
В большинстве ролей Дюмон снимает непрофессионалов. Среди повлиявших на него кинорежиссёров он называет Росселлини, Антониони, Пазолини, Брессона, Вендерса, Киаростами.

## Фильмография
- 1993: Париж (Париж) / Paris (Paris), короткометражный.
- 1994: Мари и Фредди / Marie et Freddy, короткометражный.
- 1997: Жизнь Иисуса / La Vie de Jésus (премия Жана Виго, Европейская кинопремия «Открытие года», премия Британского киноинститута, премия ФИПРЕССИ МКФ в Чикаго, премия международного жюри МКФ в Сан-Паулу, специальное упоминание Каннского МКФ в номинации «Золотая камера», номинация на премию «Сезар» за лучший дебютный фильм)
- 1999: Человечность / L’Humanité (номинация на «Золотую пальмовую ветвь» Каннского МКФ 1999, Большая премия жюри Каннского МКФ)
- 2003: Двадцать девять пальм / Twentynine Palms (номинация на «Золотого льва» 60-го Венецианского МКФ, номинация на лучший фильм МКФ в Сиджесе)
- 2006: Фландрия / Flandres (номинация на «Золотую пальмовую ветвь» Каннского МКФ, Большая премия жюри Каннского МКФ 2006, специальный диплом жюри Ереванского МКФ 2007 за лучший фильм)
- 2009: Хадевийк[англ.] / Hadewijch
- 2011: Изыди, Сатана[англ.] / Hors Satan
- 2013: Камилла Клодель, 1915 / Camille Claudel 1915
- 2014: Малыш Кенкен[фр.] / P’tit Quinquin
- 2016: В тихом омуте / Ma loute
- 2017: Жаннетт: Детство Жанны д’Арк / Jeannette, l’enfance de Jeanne d’Arc
- 2018: Кенкен и инопланетяне / Coincoin et les Z’inhumains
- 2019: Жанна / Jeanne
- 2021: Франция / France
- 2024: Империя  / L’ Empire

## Признание
Номинант и лауреат нескольких престижных премий.